# Irving Sandler
Irving Sandler (* 22. Juli 1925 in New York City; † 2. Juni 2018 in Manhattan) war ein US-amerikanischer Kunsthistoriker und Hochschullehrer an der State University of New York.

## Leben
Sandler wurde 1925 in New York City als Sohn des Lehrers Harry Sandler geboren. Im Zweiten Weltkrieg diente Sandler bei dem U.S. Marine Corps und besuchte immer wieder Kurse am Franklin and Marshall College. Nach dem Militärdienst studierte er an der Temple University und schloss mit einem Bachelor ab. Anschließend absolvierte er bis 1950 ein Masterstudium an der University of Pennsylvania.
Zwischen 1956 und 1959 war Sandler dann Geschäftsführer einer Galerie in New York und schrieb von 1956 bis 1962 Kunstkritiken für das Kunstmagazin Art News. In dieser Zeit verkehrte er viel in den Künstlerkreisen der Abstrakten Expressionisten und wurde schließlich mit dem Buch „The Triumph of American Painting: A History of Abstract Expressionism“ zum Chronisten der Kunstbewegung. Nach einem Auslandsstipendium in Deutschland und Österreich im Jahr 1960 wurde Sandler Kunstkritiker für die New York Post. 1963 wurde er Dozent an der New York University. 1965 erhielt er das Guggenheim-Stipendium. 1972 wurde er zum Professor an der State University of New York berufen und promovierte dort nachträglich bis 1976.

## Werke (Auswahl)

### Bücher
- The Triumph of American Painting: A History of Abstract Expressionism. Harper & Row, New York, 1977
- The New York School: The Painters and Sculptors of the Fifties Westview Press, 1979
- Alex Katz. Harry N. Abrams, New York, 1979
- Al Held. Hudson Hills Press, 1984
- The Empire State Collection: Art for the Public Harry N. Abrams, New York 1987
- American Art of the 1960’s . HarperCollins Publishers, 1989
- Art of the Postmodern Era: From the Late 1960s to the Early 1990s Westview Press, 1997
- Antonakos. Hudson Hills Press Inc., 1999
- mit Lori Verderame: Seymour Lipton: An American Sculptor: An American Sculptor. Hudson Hills Press, 2000
- A Sweeper-up After Artists: a Memoir. Thames & Hudson, London, 2003
- Judy Pfaff. Hudson Hills Press, 2003
- From Avant-Garde to Pluralism: An On-The-Spot History. Hard Press, 2006
- Abstract Expressionism and the American Experience: A Reevaluation. Hudson Hills Press, 2009

### Ausstellungskataloge
- mit Michael Rush, Catherine Morris: Hans Hofmann: Circa 1950. Rosamund Publishers, 2010
- mit William C. Agee und Karen Wilkin: American Vanguards: Graham, Davis, Gorky, de Kooning, and Their Circle, 1927–1942. Yale University, Yale, New York, London, 2012